# Hayley Atwell

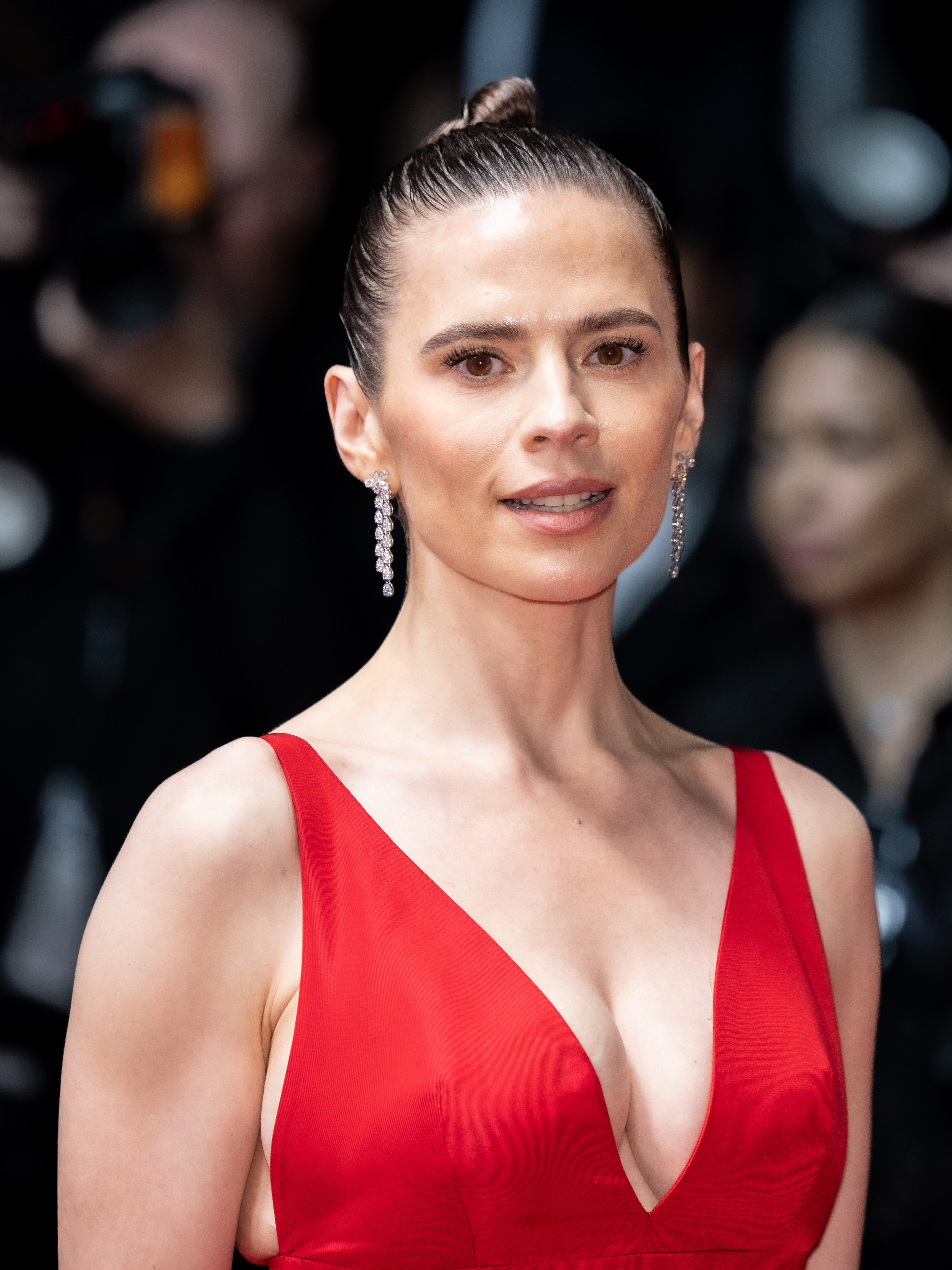
Hayley Atwell bei den Internationalen Filmfestspielen von Cannes 2025

Hayley Elizabeth Atwell (* 5. April 1982 in London, England) ist eine britisch-US-amerikanische Schauspielerin.

## Leben

### Ausbildung und erste Fernsehrollen
Hayley Atwell wuchs als Einzelkind im Londoner Stadtteil Notting Hill auf. Ihre Eltern, ein US-amerikanischer Fotograf und eine englische Immobilienmaklerin, trennten sich, als sie zwei Jahre alt war. Durch ihre beiden Elternteile hat Atwell die Doppelstaatsbürgerschaft der USA und des Vereinigten Königreiches. Atwell besuchte die London Oratory School in Fulham und erhielt Studienplätze in den Fächern Philosophie und Theologie in Oxford. Die Möglichkeit des Studiums nahm sie jedoch nicht wahr und reiste stattdessen zwei Jahre durch Europa, ehe sie nach London zurückkehrte und mit dem Casting-Regisseur Jeremy Zimmerman an einer Schauspielkarriere arbeitete. Hayley Atwell begann ihr Schauspielstudium 2002 an der renommierten Londoner Guildhall School of Music and Drama, wo so bekannte Mimen wie Eileen Atkins, Honor Blackman oder Daniel Craig ihre Ausbildung absolviert hatten. Nachdem sie unter anderem in schuleigenen Produktionen die Titelrolle in Henrik Ibsens Hedda Gabler und die weiblichen Hauptrollen in den Shakespeare-Komödien Troilus und Cressida und Ein Wintermärchen interpretiert hatte, schloss Atwell 2005 ihr dreijähriges Studium mit einem Bachelor of Arts ab. Im Herbst desselben Jahres feierte die 1,69 m große Schauspielerin ihr Londoner Theaterdebüt als Io in James Kerrs Inszenierung von Aischylos’ Tragödie Der gefesselte Prometheus und erhielt einen kleinen Part in William Humbles Fernsehfilm Charles und Camilla – Liebe im Schatten der Krone, in dem Laurence Fox und Olivia Poulet die Titelrollen übernahmen. 2006 machte Atwell mit der weiblichen Hauptrolle in dem BBC-Fernsehmehrteiler The Line of Beauty auf sich aufmerksam, bei dem Saul Dibb Regie führte. In der Verfilmung des gleichnamigen preisgekrönten 1980er-Jahre-Romans von Alan Hollinghurst agierte sie als die sich selbstverletzende, manisch-depressive Catherine Fedden aus großbürgerlichem Hause.
Nach The Line of Beauty erhielt die junge Britin weitere Engagements in den BBC-Fernsehfilmen Fear of Fanny, eine Filmbiografie über die britische Fernsehmoderatorin Fanny Cradock (1909–1994) und das Drama The Ruby in the Smoke, das auf dem gleichnamigen Roman von Philip Pullman basiert. Daneben erschien Hayley Atwell im Frühjahr 2006 in Thomas Middletons 1621 verfasster Tragödie Women Beware Women, die von der Royal Shakespeare Company im Swan Theatre in Stratford-upon-Avon aufgeführt wurde. Unter der Regie von Lawrence Boswell übernahm sie in der Geschichte um Reichtum, Macht und Wollust die Rolle der schönen Bianca, einer Tochter aus einer reichen venezianischen Familie, die mit einem armen Händler aus Florenz verheiratet wird und zum Objekt der Begierde des reichen Herzogs von Florenz (gespielt von Tim Pigott-Smith) avanciert. Obwohl Women Beware Women nicht ins Londoner West End verlegt wurde, lobten die Kritiker das Stück, sowie Atwell für ihr anmutiges und ungekünstelt unschuldiges Auftreten.

### Filmkarriere
In den Fokus internationaler Medien rückte die Schauspielerin Anfang August 2006, als bekannt wurde, dass sie für die weibliche Hauptrolle in Woody Allens Filmprojekt Cassandras Traum ausgewählt wurde, das wie seine beiden vorangegangenen Filme Match Point (2005) und Scoop – Der Knüller (2006) in London entstand. Zuvor hatte sie den Part der Mary Boleyn neben Natalie Portman in Justin Chadwicks Historiendrama The Other Boleyn Girl an die US-Amerikanerin Scarlett Johansson verloren. In Cassandras Traum, ihrem Kinodebüt, das im Sommer 2006 abgedreht wurde, waren Colin Farrell und Ewan McGregor Atwells Filmpartner. Die beiden verkörperten zwei Brüder aus dem Londoner Arbeitermilieu, die in die Kriminalität abdriften. Der Kinostart im Jahr 2007 ging einher mit dem des Dramas How About You, in dem Atwell die Hauptrolle einer widerspenstigen Altenpflegerin neben so renommierten Schauspielkolleginnen wie Vanessa Redgrave oder Brenda Fricker bekleidete. Ende Januar 2007 agierte sie unter der Regie Nicholas Hytners am Londoner National Theatre, wo sie erneut in der Gunst der Theaterkritiker stand. In der Restaurationskomödie The Man of Mode, nach einem Skript von George Etherege, mimte sie eine PR-Beraterin aus Soho, die einem Frauenhelden (gespielt von Tom Hardy) verfällt.
2008 folge eine erneute Zusammenarbeit mit Hytner an der National-Theatre-Produktion von George Bernard Shaws Major Barbara, in der Atwell die Titelrolle übernahm und war auf der Filmleinwand als Julia Flyte in der Verfilmung von Evelyn Waughs bekanntem Roman Wiedersehen mit Brideshead zu sehen, in der sie an der Seite von Matthew Goode und Ben Whishaw agierte. Im selben Jahr arbeitete Atwell erneut mit Saul Dibb an dem Kostümfilm Die Herzogin zusammen, in dem sie an der Seite von Titelheldin Keira Knightley agierte. Für die Rolle der Bess Foster erhielt sie eine Nominierung für den British Independent Film Award.
2009 stand Atwell unter der Regie Lindsay Posners in Arthur Millers A View from the Bridge im Londoner Duke of York’s Theatre auf der Bühne. Die britische Tageszeitung The Guardian lobte sie für ihre Darstellung der Catherine, die vom Waisenkind zur erwachsenen Frau reift und sie erhielt eine Nominierung für den Laurence Olivier Award als Beste Nebendarstellerin. Der bisherige Höhepunkt in Atwells Fernsehkarriere war die Hauptrolle der verstoßenen Grafentochter in Sergio Mimica-Gezzans Fernsehmehrteiler Die Säulen der Erde (2010), nach dem gleichnamigen historischen Roman von Ken Follett. Der Part der Aliena brachte ihr 2011 eine Nominierung für den Golden Globe Award ein. Im selben Jahr spielte sie in dem US-amerikanischen Actionfilm Captain America: The First Avenger die weibliche Hauptrolle als Agentin Peggy Carter neben Titelheld Chris Evans. Die Rolle der Peggy Carter verkörperte sie später auch in Gastauftritten in der Fernsehserie Marvel’s Agents of S.H.I.E.L.D. und von 2015 bis 2016 als Hauptfigur in der Serie Marvel’s Agent Carter. Die Rolle übernahm sie erneut in Avengers: Endgame (2019) und Doctor Strange in the Multiverse of Madness (2022), hier jedoch als Captain Carter, deren Rolle sie auch in der Fernsehserie What If..? (2021) synchronisiert hatte. Für den siebten und achten Teil der Mission-Impossible-Filmreihe wurde sie als weibliche Hauptfigur verpflichtet. Außerdem wird sie Lara Croft in Netflix’ Videospiel-Adaption von Tomb Raider synchronisieren.
Hayley Atwell, die sich bei ihrer Theaterarbeit durch ihren Mezzosopran und das Nachahmen von Dialekten bewährte (unter anderem Cockney-, Essex-, London-, amerikanischen und südirischen Akzent), erschien neben ihrer Film- und Theaterarbeit 2002 in einem Werbespot der Kartoffelchips-Marke Pringles.

### Privates
Im April 2023 wurde ihre Verlobung mit dem Schauspieler Ned Wolfgang Kelly bekannt. Das Paar ist seit Juli 2022 zusammen.
Zu ihren Hobbys zählt sie unter anderem das Stricken und Schreiben von Essays und Kurzgeschichten.

## Filmografie (Auswahl)

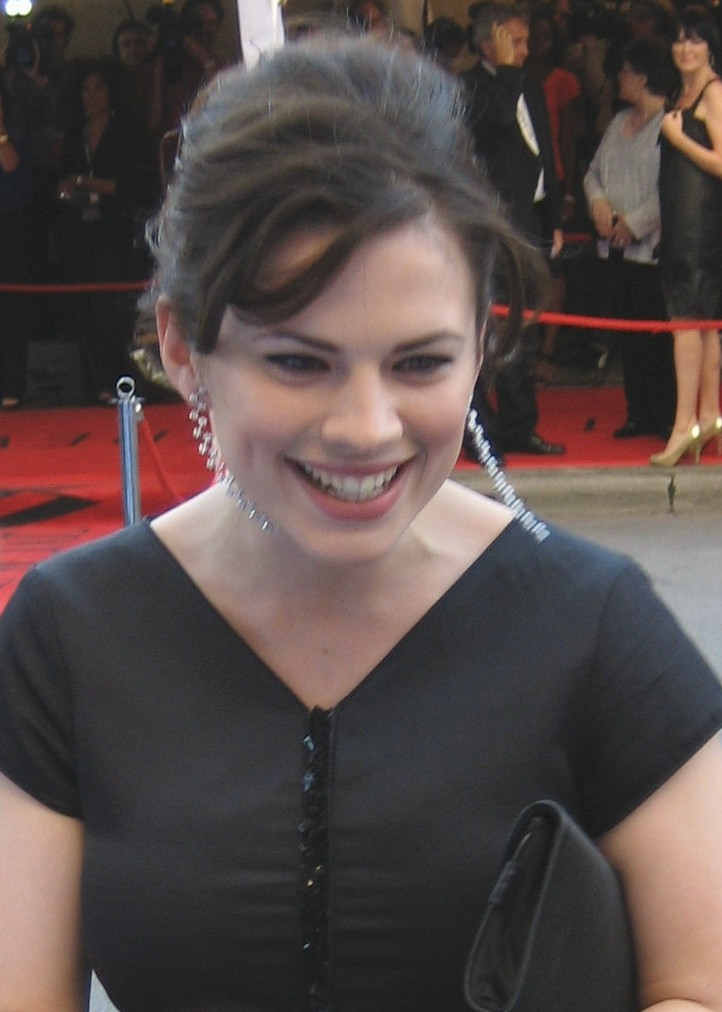
Atwell auf dem Toronto International Film Festival (2007)

- 2005: Charles und Camilla – Liebe im Schatten der Krone (Whatever Love Means)
- 2006: The Line of Beauty (Miniserie)
- 2006: Fear of Fanny
- 2006: The Ruby in the Smoke
- 2007: Mansfield Park
- 2007: Sally Lockhart – Der Schatten im Norden (The Shadow in the North)
- 2007: How About You
- 2007: Cassandras Traum (Cassandra’s Dream)
- 2008: Wiedersehen mit Brideshead (Brideshead Revisited)
- 2008: Die Herzogin (The Duchess)
- 2009: The Prisoner – Der Gefangene (The Prisoner, Fernsehsechsteiler)
- 2010: Die Säulen der Erde (The Pillars of the Earth)
- 2011: Captain America: The First Avenger
- 2012: I, Anna
- 2012: The Crime (The Sweeney)
- 2012: Playhouse Presents (Fernsehserie, Episode 1x09)
- 2012: Ruhelos (Restless, Fernsehfilm)
- 2012: Falcón (Miniserie, 2 Episoden)
- 2013: Life of Crime (Miniserie)
- 2013: Black Mirror (Fernsehserie, Episode 2x01)
- 2013: Marvel One-Shot: Agent Carter (Kurzfilm)
- 2013: All Is by My Side
- 2014: The Return of the First Avenger (Captain America: The Winter Soldier)
- 2014: Testament of Youth
- 2014: Marvel’s Agents of S.H.I.E.L.D. (Fernsehserie, 2 Episoden)
- 2015: Cinderella
- 2015: Avengers: Age of Ultron
- 2015: Ant-Man
- 2015–2016: Marvel’s Agent Carter (Fernsehserie, 18 Episoden)
- 2016–2017: Conviction (Fernsehserie, 13 Episoden)
- 2017: Howards End (Miniserie, 4 Episoden)
- 2018: Christopher Robin
- 2018: The Long Song (Fernsehserie, 3 Episoden)
- 2018–2019: 3 von oben (3Below, Fernsehserie, 17 Episoden, Stimme)
- 2019: Blinded by the Light
- 2019: Avengers: Endgame
- 2019: Criminal: Vereinigtes Königreich (Criminal: UK, Fernsehserie, Episode 1x02)
- 2021: Peter Hase 2 – Ein Hase macht sich vom Acker (Peter Rabbit 2: The Runaway, Stimme)
- 2021, 2023–2024: What If…? (Fernsehserie, 8 Episoden, Stimme)
- 2022: Doctor Strange in the Multiverse of Madness
- 2023: Mission: Impossible – Dead Reckoning Teil Eins (Mission: Impossible – Dead Reckoning Part One)
- 2023: Der Imaginäre (Yaneura no Rajâ, Stimme)
- 2024: Heartstopper (Fernsehserie, 3 Folgen)
- 2025: Mission: Impossible – The Final Reckoning

## Bühnenstücke
- 2005: Der gefesselte Prometheus (Prometheus Bound)
- 2006: Women Beware Women
- 2007: The Man of Mode
- 2008: Major Barbara
- 2009: A View from the Bridge
- 2011: The Faith Machine
- 2013: The Pride
- 2019: Rosmersholm (Duke of York’s Theatre, London) – als Rebecca West.[14]
- 2025: Viel Lärm um Nichts (Theatre Royal Drury Lane, London)  – als Beatrice.[15]

## Auszeichnungen
- Laurence Olivier Award 2010: nominiert in der Kategorie Beste Nebendarstellerin für das Theaterstück A View from the Bridge
- Golden Globe Awards 2011: nominiert in der Kategorie Beste Schauspielerin in einer Mini-Serie oder Fernsehfilm für Die Säulen der Erde
- Laurence Olivier Award 2014: nominiert in der Kategorie Beste Schauspielerin für das Theaterstück The Pride
- Saturn Awards 2014: nominiert in der Kategorie Beste Schauspielerin in einer Fernsehrolle für die Hauptrolle in Marvel's Agent Carter